# ヴィータイン
ヴィータイン（ベトナム語：Thành phố Vị Thanh）はベトナムのメコンデルタ地方のハウザン省の省都である。人口は2015年時点で約10.4万人、面積は118km2である。

## 行政区画
以下の5坊4社を管轄する。
- 第1坊（Phường 1）
- 第3坊（Phường 3）
- 第4坊（Phường 4）
- 第5坊（Phường 5）
- 第7坊（Phường 7）
- ホアリュー社（Hỏa Lựu / 花榴）
- ホアティエン社（Hỏa Tiến / 花進）
- タンティエン社（Tân Tiến / 新進）
- ヴィータン社（Vị Tân / 渭新）

座標: 北緯9度45分 東経105度24分 / 北緯9.750度 東経105.400度